# Ciclul Teban
Ciclul Teban (în greaca veche Θηβαϊκὸς Κύκλος / Thêbaikòs Kúklos) este un ansamblu de patru epopei pierdute din Grecia Antică, care tratează legende legate de cetatea beoțiană Teba. Aceste opere erau compuse în hexametri dactilici și au fost fixate în scris în epoca arhaică, probabil între 750 și 500 î.Hr. Ele sunt adesea legate de «Ciclul Epic», un ansamblu care grupează Titanomahia și Ciclul Troian.
Legendele Ciclului Teban erau larg răspândite în tradiția orală: operele lui Homer (Iliada și Odiseea) fac aluzie la acest lucru. Cele mai celebre sunt cele despre Oedip, despre războiul celor șapte și Epigonii, popularizate de tragediile grecești din secolul al V-lea î.Hr.
Ciclul Teban este descompus, în mod tradițional, după cum urmează:
| Titlu                          | Autor prezumat             | Dată prezumată            | Scurtă descriere |
| ------------------------------ | -------------------------- | ------------------------- | --- |
| Oedipodia sau Poemul lui Oedip | Cinethon din Sparta        | ?                         | Istoria lui Oedip: episodul Sfinxului și probabil căsătoria incestuasă a lui Oedip cu mama sa Iocasta                                                                |
| Tebaida                        | Necunoscut (Homer ?)       | ?                         | Războiul Celor Șapte: conflictul dintre fiii lui Oedip (Eteocles și Polinice) și expediția nefericită a lui Polinice contra Tebei, sprijinit de mai mulți eroi greci |
| Epigonii                       | Antimah din Teos sau Homer | secolul al VIII-lea î.Hr. | Continuare a Tebaidei: istoria Epigonilor, descendenții celor șapte, care asediază din nou orașul și-l cuceresc                                                      |
| Alcmeonida                     | Necunoscut                 | ?                         | Istoria uciderii de către Alcmeon a mamei sale Eriphyla, pentru a răzbuna moartea tatălui său Amphiaraos (povestită în Tebaida)                                      |